# Namiki Gohei I.
Namiki Gohei I. (jap. 並木 五瓶, Namiki Gohachi, 並木五八; * 1747 in Osaka; † 27. Februar 1808 in Edo) war ein japanischer Kabuki-Autor.

## Leben und Wirken
Geboren wurde Namiki Gohei als Asakusadō Gohachi (浅草堂 五八) im Stadtteil Doshōmachi in Osaka als Sohn eines einfachen Angestellten. Erste Erfahrungen mit der Theaterwelt machte er in zweitklassigen Theatern Osakas. Dann erfolgte der Wechsel in eines der großen Theater. Eine Theorie besagt, dass er bereits Mitte der 1760er Jahre Mitglied des Schreibteams des Kita-Theaters unter Leitung von Namiki Shōzo I. war und von diesem die Grundzüge des Verfassens von Theaterstücken lernte. Möglich ist aber auch, dass er dies erst einige Jahre später von Namiki Jūsuke vermittelt bekam. Irgendwann während der Tenmei-Ära nahm er den Namen Namiki Gohachi an. Gemeinsam mit Jūsuke wurde er 1772 oder 1773 Tatesakusha (立て作者, Hauptautor, Dramaturg und Regisseur) am Kado-Theater in Osaka. 1775 ist er als Tatesakusha des Hayakumo-Theater in Kyōto nachgewiesen. Zwei Jahre später war er wieder nach Osaka zurückgekehrt und hatte den Namen Namiki Gohei angenommen. Im gleichen Jahr hatte er seinen ersten großen Erfolg als Autor mit dem Stück Tenmangū Natane no Gokū, das am Kado-Theater aufgeführt wurde. Ein Jahr später folgte mit Sanmon Gosan no Kiri, auch als Kinmon Gosan no Kiri bekannt, der nächste Erfolg. Weitere Stücke entstanden und um 1790 war er der führende Kabuki-Autor seiner Zeit. Auf Veranlassung des Schauspielers Sawamura Sōjūrō III. wechselte er im Jahr 1794 als Tatesakusha an das Miyako-Theater in Edo. Dort erhielt er ein Gehalt von 300 Ryō jährlich, eine Summe, die bis dahin nur den Starschauspielern vorbehalten gewesen war. Zusammen mit den Schauspielern Kataoka Nizaemon VII. und Nakamura Noshio II., die er aus Osaka mitgebracht hatte, gelang es ihm in kurzer Zeit, wesentliche Neuerungen im Kabuki-Theater Edos zu etablieren. Zwei Jahre lang, 1798–1800, war er noch einmal in Osaka tätig, um dann bis zu seinem Tod im Jahr 1808 am Kawarazaki-Theater in Edo zu arbeiten.
Insgesamt hat er im Laufe seines Lebens mehr als 110 Kabuki-Stücke verfasst. Zu seinen Schülern zählten Namiki Gohei II., Namiki Iwazō, Namiki Kōsuke, Namiki Takichi, Namiki Hanzō, Namiki Fūji, Namiki Raiji, Namiki Miyosuke, Namiki Washichi und Namiki Jūzō.

## Werke
- Tenmanguu Natane no Gokuu, 1777
- Keisei Hakataori, 1778
- Sanmon Gosan no Kiri, 1778
- Keisei Yamato Zōshi, 1784
- Katsuragawa Renri no Shigarami nach einem Puppenspiel von Suga Sensuke, 1784
- Taikō Shinkenki, 1787
- Sewa Ryōri Yaoya Kondate, 1788
- Shima Meguri Uso no Kikigaki, 1794
- Godairiki Koi no Fūjime, 1794
- Suda no Haru Geisha Katagi, 1796
- Tomioka Koi no Yamabiraki, 1798